# 克里斯坦森 (加利福尼亞州)
克里斯坦森（英語：Christensen）是位於美國加利福尼亞州莫多克縣的一個非建制地區。該地的面積和人口皆未知。

## 地理
克里斯坦森的座標為41°16′51″N 120°34′07″W / 41.28083°N 120.56861°W，而該地的平均海拔高度為1336米（即4383英尺）。